# Chiesa dell'Annunziata (Tropea)
La chiesa dell'Annunziata è un luogo di culto cattolico risalente all'inizio del XVI secolo, situato a Tropea, nella provincia di Vibo Valentia.
La chiesa si trova in Piazza S. S. Annunziata, in adiacenza del cimitero comunale.

## Storia
Nel 1521 l'imperatore Carlo V approdò a Tropea, accolto in maniera festosa dai cittadini. Lui li ringraziò costruendo una chiesa dedita a Maria Annunziata. Nel nuovo convento sì stabilirono i francescani dell'Osservanza fino all'unità d'Italia. Nella fine del XIX secolo la chiesa fu modificata ed adornata. Ci furono restauri nel dopoguerra e gli ultimi sono risalenti al 2009-2010.

## Arte e architettura

### Stile
Lo stile della chiesa è gotico, di cui oggi rimane poco.

### Esterno
L'ingresso è laterale e composto da due pilastri di granito, prima del portone d'ingresso ci si ritrova in un piccolo spazio buio circondato da tre archi chiusi con delle catene.

### Interno
Sulle pareti si trovano degli antichi affreschi, il portale ha uno stile sia rinascimentale che antico. L'interno comprendeva una sola navata che successivamente fu murata. Sopra l'ingresso si trovano tre archi che chiudono lo spazio sovrastante. Nella parete ci sono delle finestre ad arco a tutto sesto. Molto vicino all'altare si trova un affresco dedicato alla Flagellazione di Cristo e l'Addolorata dipinto nel 1644.